# LYS
|  | For alternative betydninger af Lys, se Lys (flertydig). |
LYS er et måltalssystem til at definere handicap ved kapsejlads. Navnet opstod som en forkortelse af Lidingö Yard Stick men har senere ændret betydning til Leading Yard Stick.
LYS-tal bruges ved at gange sejltiden med LYS-tallet. Resultatet af dette regnestykke viser, hvem der har vundet kapsejladsen. Det vil sige, at det er muligt, at en lille båd kan vinde over en stor og hurtigt sejlende båd, fordi den lille båd har et lavere LYS-tal.
LYS opdeler sejlbåde i fire grupper og systemet giver ikke mulighed for at konkurrere på tværs af disse grupper da forskellene er for store:
- Kølbåde
- Sportsbåde
- Flerskrogsbåde
- Joller

Kølbådene er den største gruppe i LYS-systemet og det er også her systemet oftest finder anvendelse i praksis. Jollesejladser er oftere opdelt i klasser og måltalssystemer finder derfor ringe anvendelse.
LYS-tabellerne blev første gang udgivet i 1970 af den svenske bådkonstruktør Lars-Olof Norlin som havde udarbejdet den ved at analysere resultaterne af kapsejladsen Lidingö Runt. Han satte sin egen bådkonstruktion, Allegro 27, til LYS 1,0. Vedligeholdelsen af LYS-systemet er siden blevet overtaget af Svenska Seglarförbundet.
Systemet bruges især i Sverige men har også en vis international udbredelse, især ved mindre sejladser hvor der er for få både til at foretage en klasseopdeling.
Ud over LYS findes mange andre former for respitsystemer. De tre internationale respitsystemer er ORC, IRC og IMS, der dog beregnes ud fra bådenes måltal frem for erfaringstal, som er grund til LYS-tallene.

## Ekstern henvisning
- SSF.se Arkiveret 27. februar 2009 hos  Wayback Machine